# Rawa (dopływ Brynicy)

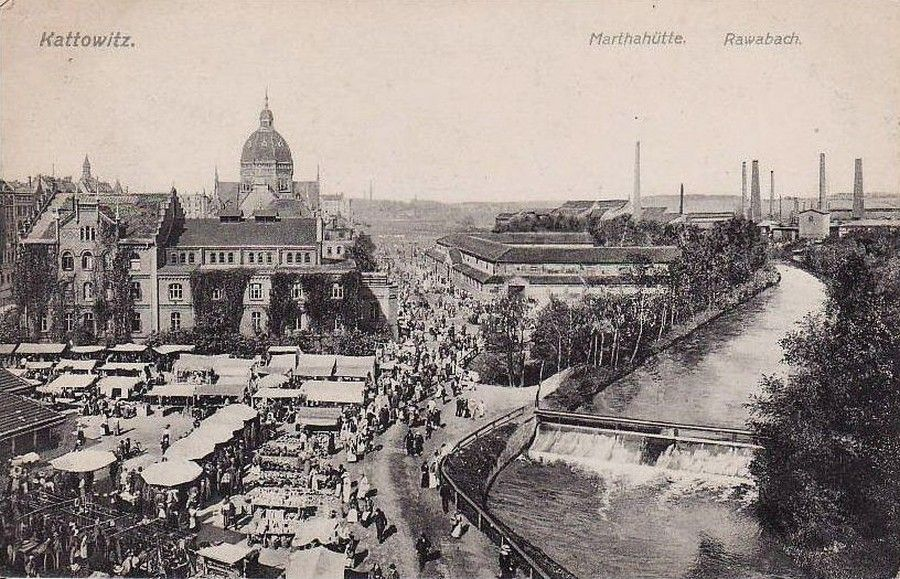
Rawa w rejonie dzisiejszej ulicy ks. P. Skargi w Katowicach na początku XX wieku

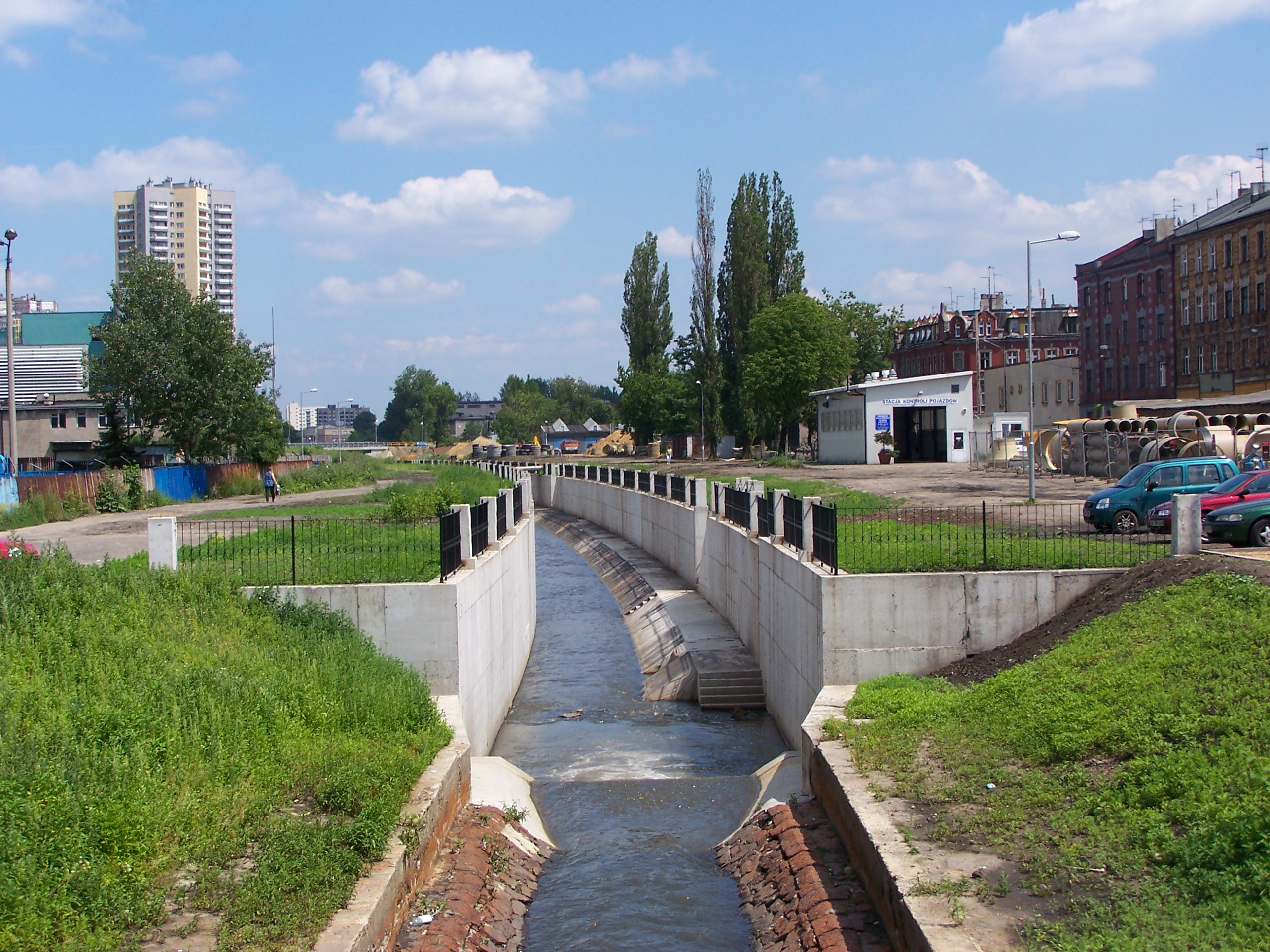
Bulwary Rawy w Katowicach, po lewej stronie wieżowiec osiedla Roździeńskiego

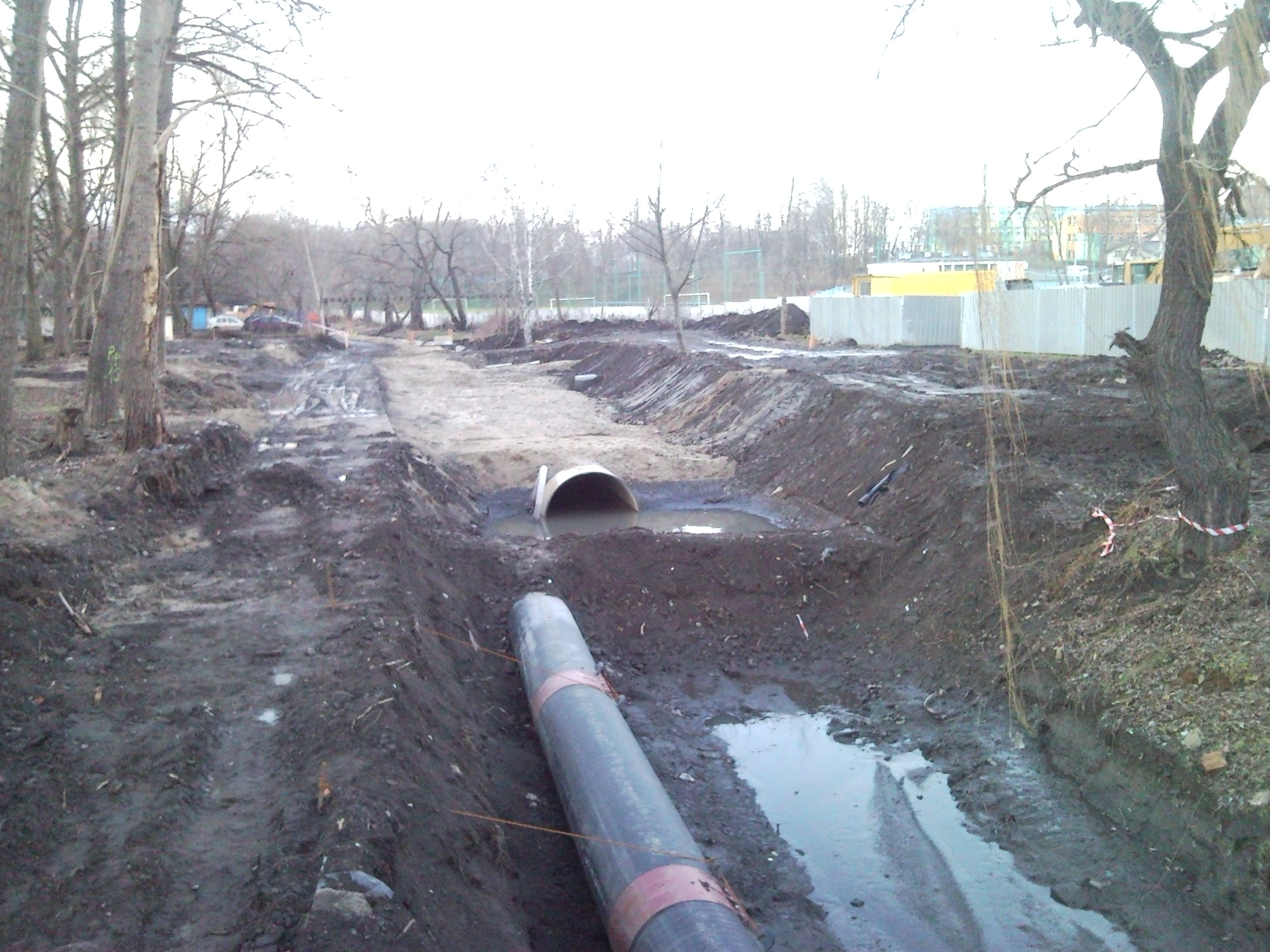
Prace w Chorzowie nad skierowaniem Rawy do podziemnego kolektora

Rawa – potok w województwie śląskim w dorzeczu Wisły. Jest największym prawym dopływem Brynicy, która poprzez Czarną Przemszę i Przemszę zasila rzekę Wisłę.

## Ogólna charakterystyka
W źródłach pojawia się po raz pierwszy w 1737 roku. Pierwotna nazwa tego potoku brzmiała – Roździanka. Nazwa ta pochodzi od starej osady Roździeń, dziś położonej w obrębie dzielnicy Katowic Szopienice-Burowiec.
Bierze swój początek przy stawie Marcin w Rudzie Śląskiej. Przepływa następnie przez: Świętochłowice, Chorzów (Osiedle Ruch, Klimzowiec), Katowice (Osiedle Tysiąclecia, Załęże, Śródmieście, Osiedle Roździeńskiego, Zawodzie, Szopienice-Burowiec) i w Mysłowicach przy granicy z Sosnowcem wpada do Brynicy, która po przepłynięciu 850 metrów, łączy się z Czarną Przemszą. Rawa liczy 19,6 km długości.
Rawa jest zasilana głównie wodą deszczową oraz ściekami komunalnymi i przemysłowymi. Naturalnym prawobrzeżnym dopływem Rawy jest Potok Leśny, który wpada do Rawy na wysokości Uniwersytetu Ekonomicznego w Katowicach. Za dopływ Rawy uznaje się również mały potok, płynący od stawów w Załężu i wpadający do Rawy w okolicy mostu na ul. Grundmanna, blisko skrzyżowania z ul. Gliwicką.

## Regulacja potoku
Już w 1881 r. podjęto myśl uregulowania Rawy, która z powodu zanikania naturalnych źródeł (głównie na skutek działalności górniczej) stawała się ściekiem prowadzącym wody poprzemysłowe i kopalniane, a począwszy od ostatniej dekady XIX w. również kanalizacji miejskiej. Teren zlewni Rawy ulegał systematycznemu obniżaniu (proces trwał do lat siedemdziesiątych XX wieku), co powodowało coraz silniejsze zagrożenia jej wylewami dla gwałtownie rozwijających się miast: Królewska Huta, Katowice i Mysłowice. Spowodowało to konieczność regulacji potoku. Pierwszy projekt regulacji fragmentów potoku pochodzi z 1863 roku, natomiast w 1903 roku powstał projekt regulacji całego potoku. 21 kwietnia 1913 r., na podstawie wydanej przez władze Cesarstwa Niemieckiego ustawy, powołano „Związek Rawy”. (niem. „Rawaverband”). Rok później zatwierdzono projekt regulacji potoku i przyznano mu pożyczkę rządową w wysokości 3 milionów marek, lecz realizację uniemożliwił wybuch I wojny światowej.
Do tematu regulacji potoku przystąpiono ponownie już za czasów II Rzeczypospolitej, kiedy powstał nowy „Związek Rawy”. Jego prezesem był dr Alfons Górnik, pierwszy Prezydent (polskiego) Miasta Katowice, a biuro techniczne Związku mieściło się w budynku ówczesnego katowickiego magistratu przy ul. Pocztowej. Projekt regulacji z 1926 r. przewidywał skrócenie biegu potoku z ok. 30 do 19 kilometrów (w celu przyspieszenia spływu wody i zwiększenia samooczyszczania się cieku), wyprofilowanie koryta, umocnienie brzegów i budowę 7 oczyszczalni ścieków wzdłuż jej biegu, a jego koszty szacowano na 7 milionów ówczesnych złotych. Już wówczas przewidywano konieczność zasklepienia koryta Rawy na obszarze miejskim Katowic.
W latach 1928–1929 zbudowano na granicy Katowic i Chorzowa oczyszczalnię rzeczną „Klimzowiec”, która obecnie czeka na kolejną modernizację. Ta pierwsza regulacja Rawy była prowadzona do 1938 roku, lecz prawidłowe warunki przepływu wody w korycie nie utrzymały się długo. Gwałtowny rozwój miast i położonych w jej zlewni zakładów przemysłowych spowodował katastrofalne, przez nikogo nie kontrolowane odprowadzanie do potoku ścieków. W latach sześćdziesiątych XX wieku podjęto decyzję o obudowaniu i przykryciu potoku w Śródmieściu Katowic. W efekcie zakryto potok na odcinku pomiędzy ulicą Sokolską a aleją Wojciecha Korfantego (ówcześnie ul. Armii Czerwonej). Prace przeprowadzono niezgodnie ze sztuką budowlaną, w efekcie czego tak wykonane przykrycie groziło zawaleniem. W 1975 roku rozpoczęto drugą regulację potoku Rawy. Pierwszy etap tej regulacji obejmował prace od początku biegu do okolic oczyszczalni ścieków Gigablok w Szopienicach i trwał do 1993 roku. Drugi etap prac obejmował potok do wysokości ulicy Bankowej w Katowicach, kosztował on 154,9 mln złotych. Do początku 2005 roku w ramach rewitalizacji potoku Rawy wykonano następujące prace: oczyszczalnia ścieków Klimzowiec na granicy Chorzowa i Katowic – oddana w roku 1997 (przedsięwzięcie polegające na skierowaniu całego potoku poprzez oczyszczalnię, w celu uzyskania parametrów zgodnych z obowiązującym Rozporządzeniem MOŚ dotyczącym jakości ścieków oczyszczonych) oraz budowa nowego koryta w Katowicach od ujścia do Brynicy w kierunku centrum miasta. Według stanu na początek 2005 r. wybudowano 2800 metrów nowego koryta. Wraz z nowym korytem budowane są kolektory ścieków komunalnych, tak więc ścieki nie będą trafiać bezpośrednio do potoku i go zatruwać (prace nadal trwają). Kolejnego etap wraz z oczyszczalnią ścieków Gigablok Katowice – Zawodzie realizowano w latach 2002–2008.
Od 2008 roku w miastach Świętochłowice i Chorzów do oczyszczalni ścieków Klimzowiec, potok został skierowany do podziemnego kolektora.
Wzdłuż potoku w Chorzowie i w Katowicach urządzone są Bulwary Rawy. Ostatecznym celem wszystkich prac jest oczyszczenie jej wód i przywrócenie życia biologicznego.
W roku 2009 był realizowany projekt przez Europejskie Forum Studentów AEGEE Katowice przy współpracy z Centrum Dziedzictwa Przyrody – Rawa River Exporation Team – Podróż do serca Śląska